# کارناوال زمستانی (فیلم)
کارناوال زمستانی (انگلیسی: Winter Carnival) یک فیلم کمدی به کارگردانی چارلز ریسنر محصول سال ۱۹۳۹ کشور ایالات متحده آمریکا است.

## بازیگران
- ان شرایدن در نقش Jill Baxter
- ریچارد کارلسن (هنرپیشه) در نقش Professor John Wilden
- هلن پریش در نقش Ann Baxter
- James Corner در نقش Mickey Allen
- Alan Baldwin در نقش Don Reynolds
- رابرت آرمسترانگ در نقش Tiger Reynolds
- جیمی باتلر در نقش Larry Grey
- ویرجینیا گیلمور در نقش Margie Stafford
- جوآن لزلی در نقش Betsy Phillips
- مارشا هانت در نقش Lucy Morgan
- مورتون لاوری در نقش Count Olaf Von Lundborg
- سیسیل کانینگهام در نقش Miss Ainsley
- Robert Allen در نقش Rocky Morgan